# Cordylus jonesii
Cordylus jonesii är en ödleart som beskrevs av  George Albert Boulenger 1891. Cordylus jonesii ingår i släktet Cordylus och familjen gördelsvansar. Inga underarter finns listade i Catalogue of Life.